# 山本鶴一
山本 鶴一（やまもと かくいち、1875年〈明治8年〉12月15日 - 没年不明）は、大日本帝国陸軍軍人。最終階級は陸軍中将。功四級。

## 経歴
島根県楯縫郡、後の簸川郡灘分村（現出雲市）で山本才之助の長男として生まれ、1900年（明治33年）に家督を相続した。
松江中学校（現島根県立松江北高等学校）を卒業。1897年（明治30年）11月、陸軍士官学校（9期）を卒業し、1898年（明治31年）6月、陸軍歩兵少尉に任官し歩兵第11連隊付となる。1903年（明治36年）8月、陸軍大学校（20期）に入学。日露戦争勃発により1904年（明治37年）2月、陸大を中退し、1906年（明治39年）3月、陸大に復校し、1908年（明治41年）11月、同校を卒業し参謀本部に配属された。その後、イギリスに留学し、インド駐在も務めた。
1918年（大正7年）7月、朝鮮軍参謀に就任し、1919年（大正8年）4月、歩兵大佐に昇進。同年12月、歩兵第39連隊長に就任。第5師団参謀長を経て、1923年（大正12年）8月、陸軍少将に進み歩兵第18旅団長となる。
教育総監部付、陸軍戸山学校長を経て、1928年（昭和3年）8月、陸軍中将に進み陸軍歩兵学校長に就任。1930年（昭和5年）8月、第16師団長に親補された。1933年（昭和8年）3月に待命となり、同年同月、予備役に編入された。

## 親族
- 長男 山本高行（通産官僚）[4]